# Torre Muztagh
La Torre Muztagh (en urdu: مز تاغ ٹاور; también Torre Mustagh; Muztagh: Torre de hielo) es una montaña situada en el Baltoro Muztagh, subcordillera del Karakórum en el norte de Pakistán, en la frontera de la región de Gilgit-Baltistán y la región autónoma de Xinjiang, en China. Está en las cuencas de los glaciares Baltoro y Sarpo Laggo.

## Prominencia temprana
La Torre Muztagh se hizo famosa por la espectacular, pero algo engañosa, fotografía tomada por Vittorio Sella durante la expedición italiana de 1909 al K2. Tomada desde la parte superior del glaciar Baltoro, situado al sureste de la montaña, las cumbres gemelas estaban perfectamente alineadas y la montaña se veía como un delgado diente, aparentemente inexpugnable. 

## Primera y segunda ascensiones
Casi cincuenta años después, en 1956, dicha fotografía ha inspirado a dos expediciones en la carrera por el primer ascenso. En realidad ambos equipos encontraron que el accesso era menos difícil de lo que la fotografía de Sella sugería. La expedición británica, compuesta por John Hartog, Joe Brown, Tom Patey e Ian McNaught-Davis, partió del Glaciar Chagaran, en el lado oeste del pico, y llegó a la  cumbre el 6 de julio, cinco días antes de que el equipo francés (Guido Magnone, Robert Paragot, André Contamine, Paul Keller), que subió la montaña desde el este. El doctor François Florence esperó a ambos equipos en el campamento IV durante 42 horas sin ningún tipo de radio, mientras alcanzaban la cumbre y regresaban al campamento. Una cumbre menor, de 7180 m, fue ascendida por primera vez en 1984 por la arista noreste. 
El 24 de agosto de 2008, el muro Noreste fue ascendido por dos alpinistas eslovenos, Pavle Kozjek y Dejan Miskovic. Vivaquearon en la cresta después de 17 horas de escalada y decidieron no ir a la cumbre a causa de fuertes vientos. Justo después de que comenzaran a descender, Kozjek cayó y murió.